# Landgericht Buxheim
Das Landgericht Buxheim war ein von 1813 bis 1879 bestehendes bayerisches Landgericht älterer Ordnung mit Sitz in Buxheim im heutigen Landkreis Unterallgäu in Bayern. Die Landgerichte waren im Königreich Bayern Gerichts- und Verwaltungsbehörden, die 1862 in administrativer Hinsicht von den Bezirksämtern und 1879 in juristischer Hinsicht von den Amtsgerichten abgelöst wurden.

## Geschichte
Im Jahr 1813 wurde im Verlauf der Verwaltungsneugliederung Bayerns das Landgericht Buxheim errichtet. Dieses kam zunächst zum Illerkreis und ab 1817 zum Oberdonaukreis, der 1838 in Schwaben und Neuburg (später nur noch Schwaben) umbenannt wurde.